# Sej, a tari réten
A Sej, a tari réten kezdetű magyar népdalt Kodály Zoltán gyűjtötte az akkor még Heves vármegyei, ma már Nógrád vármegyéhez tartozó Tar községben 1923-ban.
Feldolgozások:
| Szerző        | Mire      | Mű                            | Előadás |
| ------------- | --------- | ----------------------------- | ------- |
| Kodály Zoltán | vegyeskar | Mátrai képek, 5. dal          | [ 1 ]   |
| Weiner Leó    | zongora   | Magyar népi muzsika, 1. darab | [ 2 ]   |

## Kotta és dallam
| Sej, a tari réten pirosbarna kislány, arra megy egy pirosbarna legény, leveszi kalapját. | Mit csinálsz, te kislány, pirosbarna kislány? Látod, hogy a víg tari nagy réten a szénát gyűjtögetem. | Nem való az néked, pirosbarna kislány! Néked csak egy híves szoba kellene, kiben slingolgatnál. |

A híves szó jelentése: hűvös, árnyékos. Slingol: hímez, varr.

## Felvételek
- Sej, a tari réten. YouTube (2014. december 13.)  (Hozzáférés: 2016. április 1.) (audió)
- Sej, a tari réten. Vocalis  YouTube (2010. február 2.)  (Hozzáférés: 2016. április 1.) (audió)